# (36854) 2000 SA125
2000 SA125 (asteroide 36854) é um asteroide da cintura principal. Possui uma excentricidade de 0.02672890 e uma inclinação de 6.25697º.
Este asteroide foi descoberto no dia 24 de setembro de 2000 por LINEAR em Socorro.